# Tshekardocladus sparsus

Tshekardocladus sparsus  (лат.) — ископаемый вид насекомых из семейства Tococladidae, единственный в составе монотипического рода Tshekardocladus (Cnemidolestodea, или первоначально в Hypoperlida). Пермский период (Чекарда, около 280 млн лет) Европа, Пермский край. Длина переднего крыла 19,0 мм. Сестринские таксоны: Opisthocladus и Tococladus. Вид был впервые описан в 2015 году российскими палеоэнтомологами Д. С. Аристовым и А. П. Расницыным (Палеонтологический институт РАН, Москва) по ископаемым отпечаткам.
В 2015 году семейство Tococladidae было включено в отряд Cnemidolestodea.